# Molenstraat (Nijmegen)
De Molenstraat is een straat in het stadscentrum van de Nederlandse stad Nijmegen. Ze loopt tegenwoordig vanaf de Broerstraat tot aan de Bisschop Hamerstraat. De straat heeft zowel een belangrijke winkel- als horecafunctie.
De naam verwijst naar de molens die hier ooit in de nabijheid stonden.

## Geschiedenis

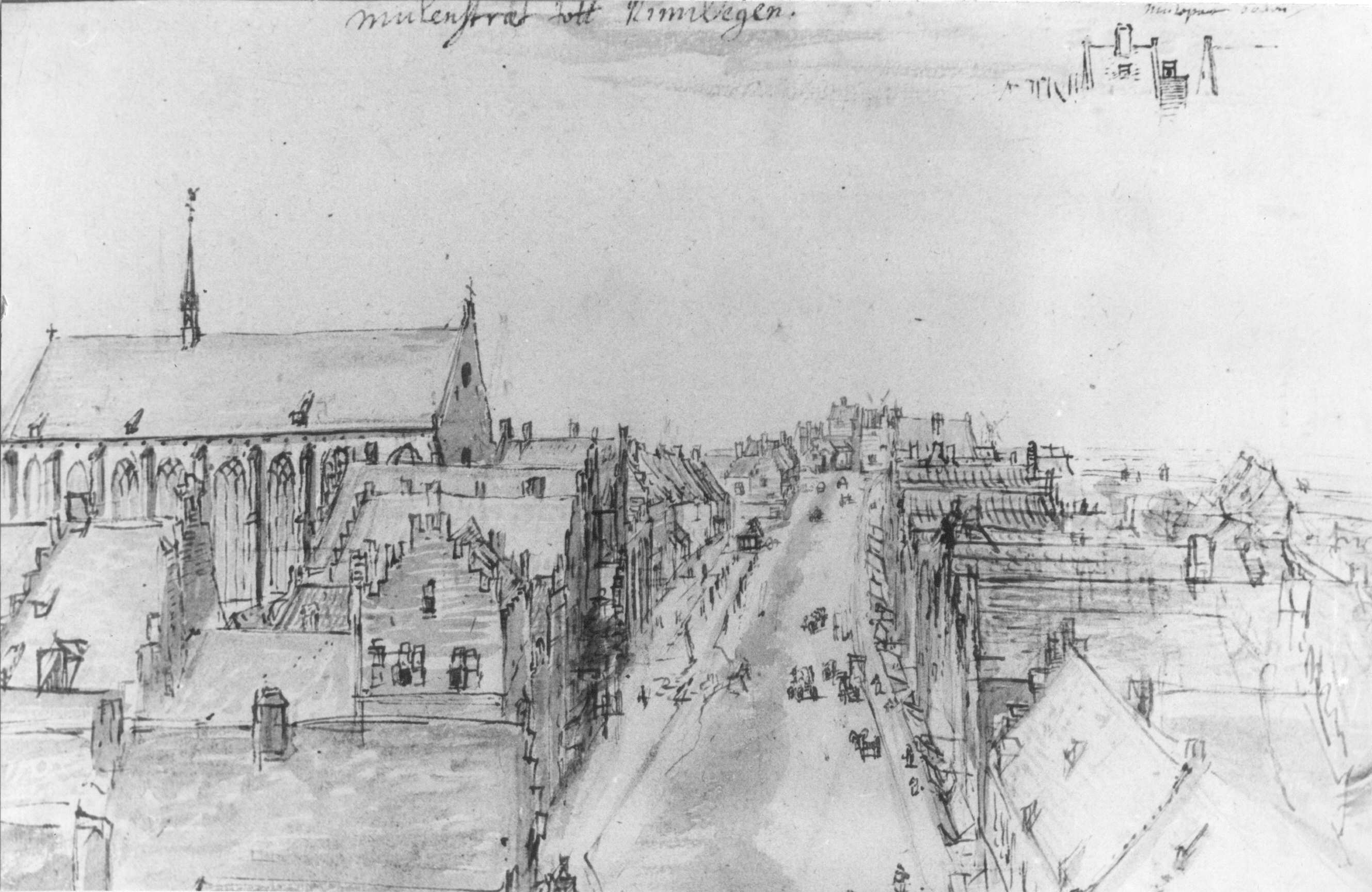
De straat omstreeks 1650, in de richting van de Molenpoort (tekening van Hendrik Feltman)

De straat bestond al in de middeleeuwen.  In 1301 kwam er een kerk met klooster.
Op het kruispunt van de Molenstraat, Broerstraat en Ziekerstraat werd in de 14e eeuw de Windmolenpoort ("Wiemelpoort") gebouwd, destijds als onderdeel van de eerste stadsomwalling. Later deed deze poort nog enige tijd dienst als gevangenis. De Wiemelpoort is in 1860 afgebroken.
Naast of nabij de oorspronkelijke kerk moet in de periode 1392-1402 al een eerste gasthuis gevestigd zijn geweest. Ook stond hier het Sint-Catharina- of Regulierenklooster, dat na de machtsovername door de protestanten in 1591 werd verkocht. Een jaar later werd in het vrijgekomen pand van het klooster een nieuw opvanghuis opgericht, het Oud Burgeren Gasthuis, als resultaat van een fusie tussen twee gasthuizen elders in de stad.
Tot circa 1436 lag de Molenstraat nog (net) buiten de Nijmeegse stadswallen. Met de uitbreiding van de stad werden deze wallen verlegd, zodat ook de Molenstraat voortaan hierbinnen kwam te liggen. Aan de andere kant van de straat werd in datzelfde jaar de Molenpoort gebouwd, en er kwam een gracht voor deze poort. Dit vormde hierna eeuwenlang een belangrijk toegangspunt voor wie de stad in wilde. 
De straat werd in de 17e eeuw vermeld als Muele Straet en Meulenstraet. Een raadsvoorstel van begin januari 1880 om de straat voortaan Parkstraat te noemen, haalde het niet.
Dankzij de Vestingwet van 1874 konden de stadsmuren rond Nijmegen uiteindelijk worden gesloopt. De Bovenstad werd nu in economisch opzicht veel belangrijker dan voorheen. De Molenstraat was tot die tijd voornamelijk een woonstraat geweest. Vanaf ca. 1880 veranderde dit; de nadruk kwam nu veel meer op winkels te liggen (hetzelfde gebeurde in deze tijd met veel andere straten in de Bovenstad, zoals de Burchtstraat, Broerstraat en Houtstraat). 
Een klein stuk tussen de Ziekerstraat en Pauwelstraat had een tijdlang de officieuze naam Korte Molenstraat gedragen. Het werd tot en met de 19e eeuw ook wel "Klein Venetië", "Groot Venetië" of "Oud Venetië" genoemd, naar een huis dat hier in de 17e eeuw stond. Dit gedeelte is per 1 augustus 1967 uiteindelijk geheel opgegaan in de Broerstraat.
In 1895 en 1896 werd aan de Molenstraat de neogotische Sint-Ignatiuskerk (later hernoemd tot Molenstraatkerk) gebouwd, onder leiding van Nicolaas Molenaar. Deze kerk verving de oudere Regulierenkerk (die eerder opnieuw katholiek was geworden) op dezelfde plek.
Op 5 april 1902 werd het laatste stuk van de oorspronkelijke Molenstraat, het gedeelte tussen het Keizer Karelplein en de kruising In de Betouwstraat - Van Welderenstraat, hernoemd tot Bisschop Hamerstraat. De huisnummering aan de Molenstraat eindigt sindsdien dus daar. Dit werd gedaan als eerbetoon aan de missionaris-martelaar bisschop Ferdinand Hamer, die twee jaar daarvoor in China was omgekomen en wiens geboortehuis in de Molenstraat stond.
In 1938 opende Luite Veen aan de Molenstraat 140, op de hoek met de Eerste Walstraat, een nieuwe vestiging van Radio De Kroon. Van deze zaak had hij toen al enige tijd een winkel aan de Zeigelbaan. Deze oorspronkelijke winkel zou later geheel worden weggevaagd bij het bombardement op de Nijmeegse binnenstad van 22 februari 1944 , waarna de vestiging aan de Molenstraat overbleef. Bij dat bombardement lag de Molenstraat precies aan de rand van het getroffen gebied. Voornamelijk de bebouwing aan de noordzijde van de straat werd verwoest, vooral de Korte Molenstraat. Ook de voorgevel van de Molenstraatkerk werd zwaar getroffen. De kerk is tijdens de wederopbouw weer helemaal gerestaureerd en deels herbouwd.
In 1967 verkaste het Oud Burgeren Gasthuis uiteindelijk naar de Professor Cornelissenstraat. Het pand aan de Molenstraat (dat in 1846-1848 al helemaal was vernieuwd) is vervolgens afgebroken. Sinds begin jaren 70 van de 20e eeuw ligt hier de Passage Molenpoort.

## Heden
De zuidzijde van de straat heeft boven de winkels op de begane grond nog veel historische gevels. Sinds de jaren '90 ligt de nadruk van de noordzijde op horeca. De Molenstraat is sindsdien ook een belangrijke uitgaansstraat geworden, waar onder meer sinds 1996 een grote Drie Gezusters gevestigd is.
Het overgrote deel van de Molenstraat behoort tegenwoordig tot de voor gemotoriseerd verkeer afgesloten winkelzone in het stadscentrum.

## Varia
- De inham waar nu veel terrassen zijn en die informeel Molenplein genoemd wordt, stond voorheen bekend als Aan den Poel.[5]

## Afbeeldingen

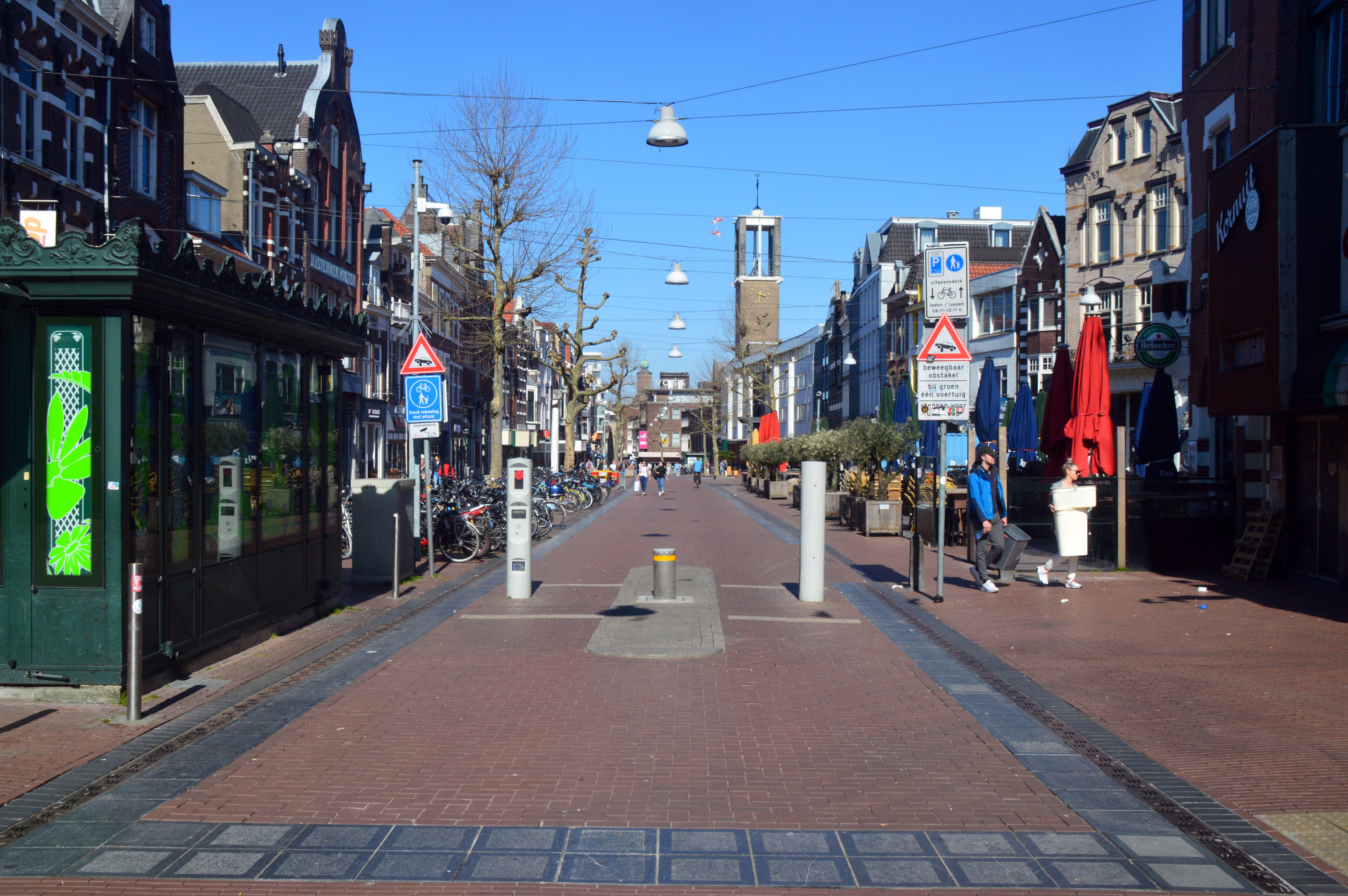
Molenstraat (Nijmegen) naar het noorden gezien. Met zicht op de Petrus Canisiuskerk
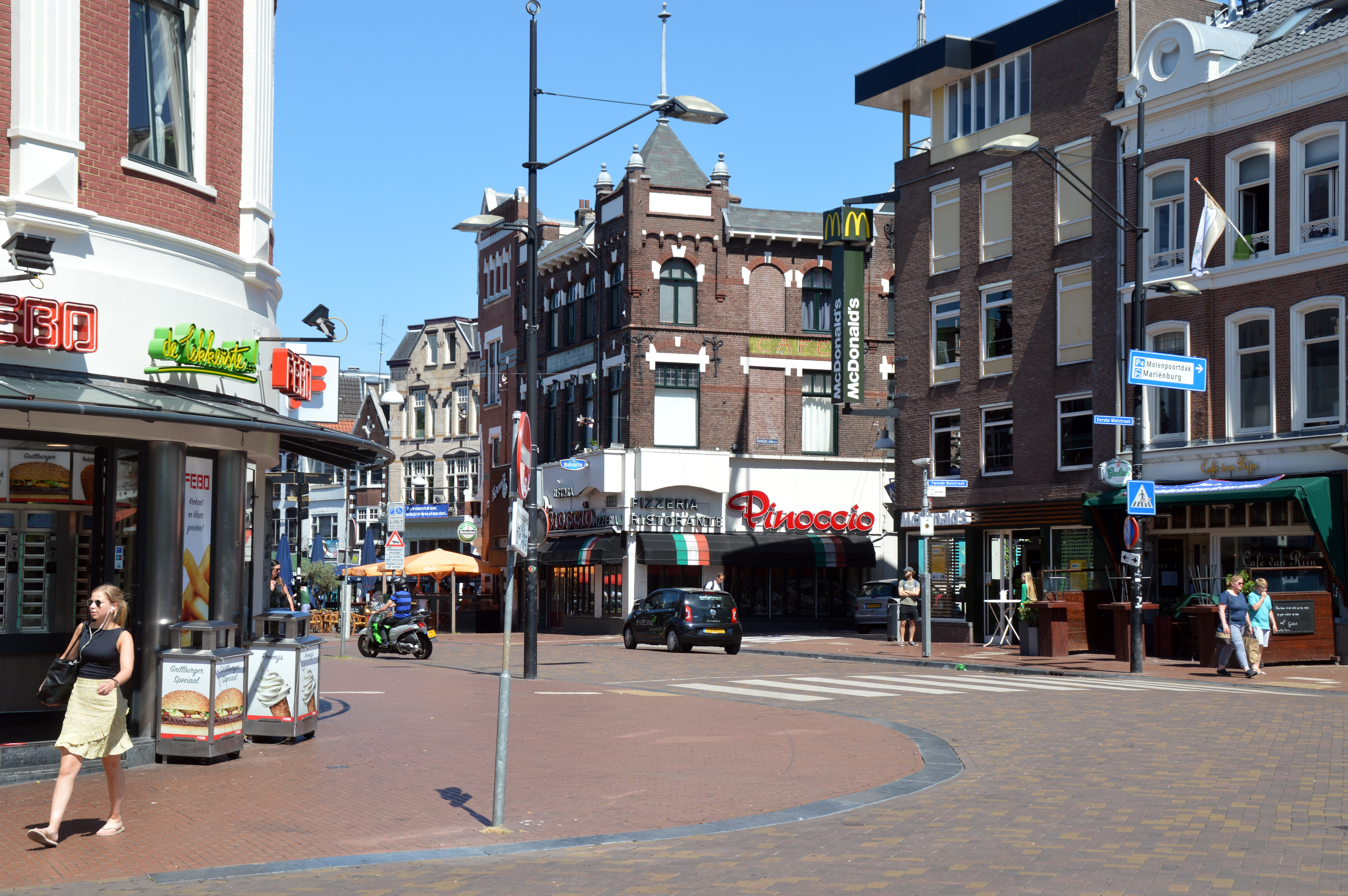
Molenstraat 99 Voormalig Hotel-Cafe De Bonte Os en Oranjehotel. Pand uit 1888
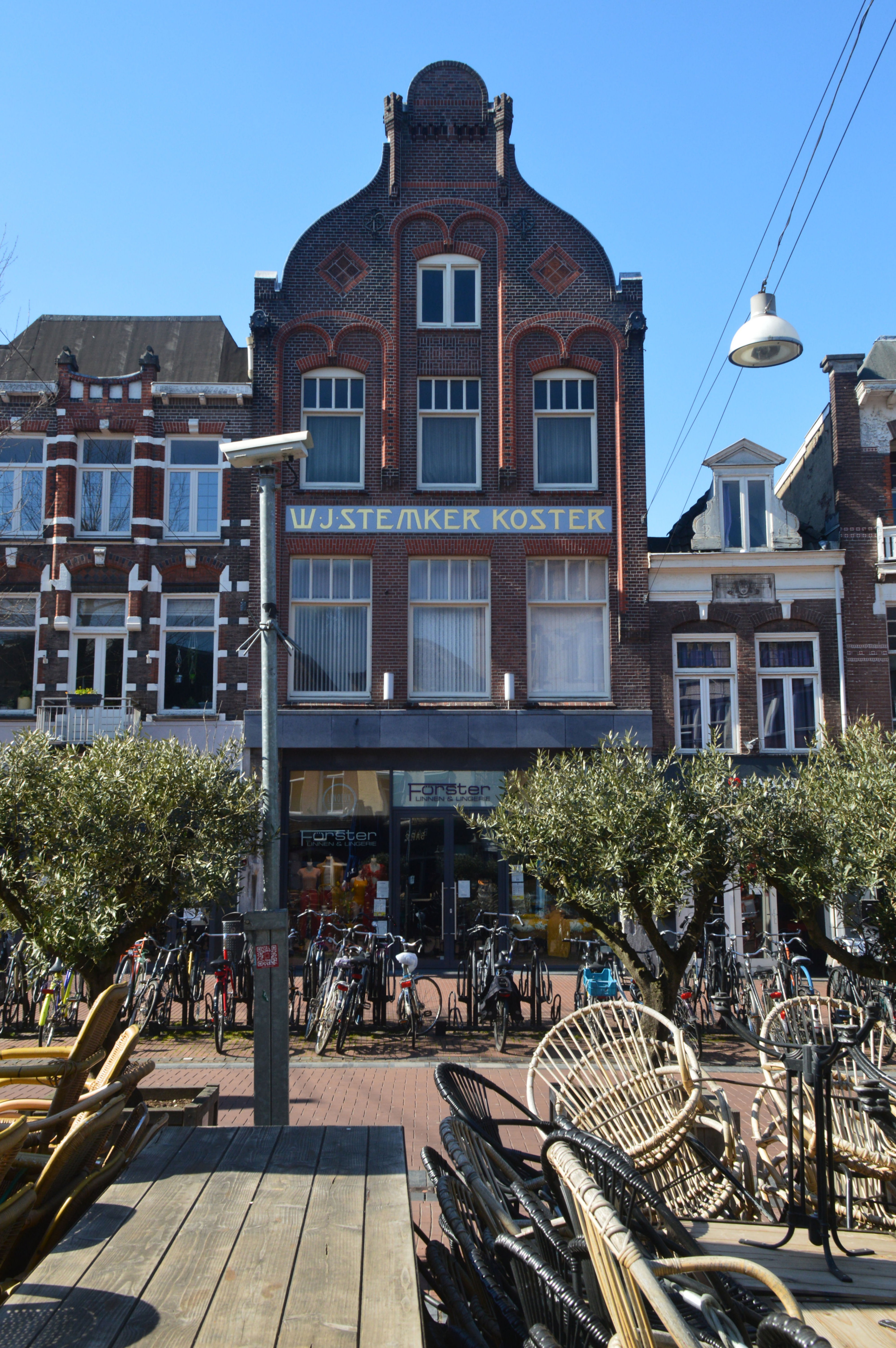
W. J. Stemker-Köster Molenstraat 124 Nijmegen (1899)
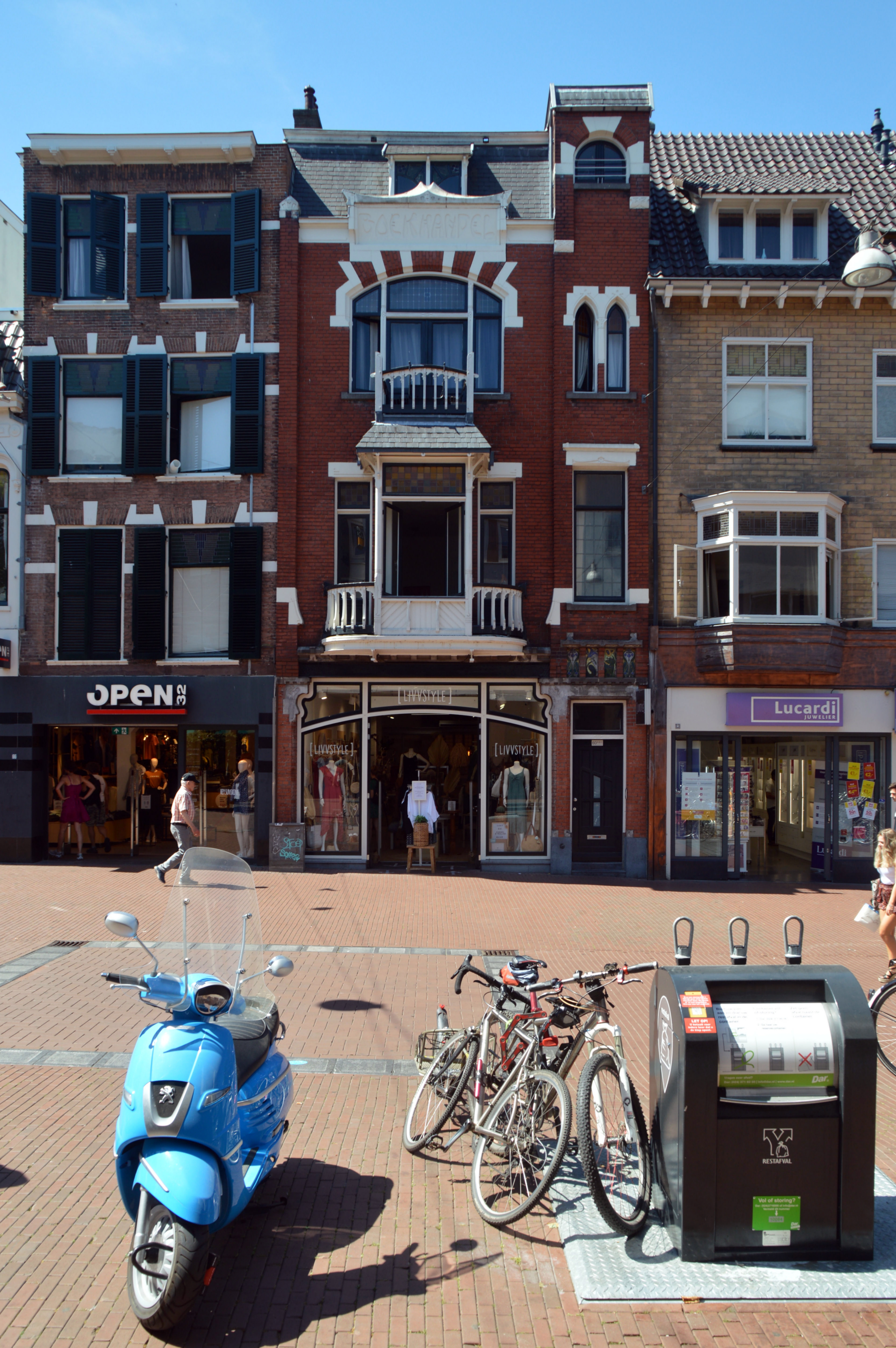
Nijmegen Molenstraat 60-a-b-c-62  (voormalige boekhandel A.Th. van Hooydonk) uit 1901
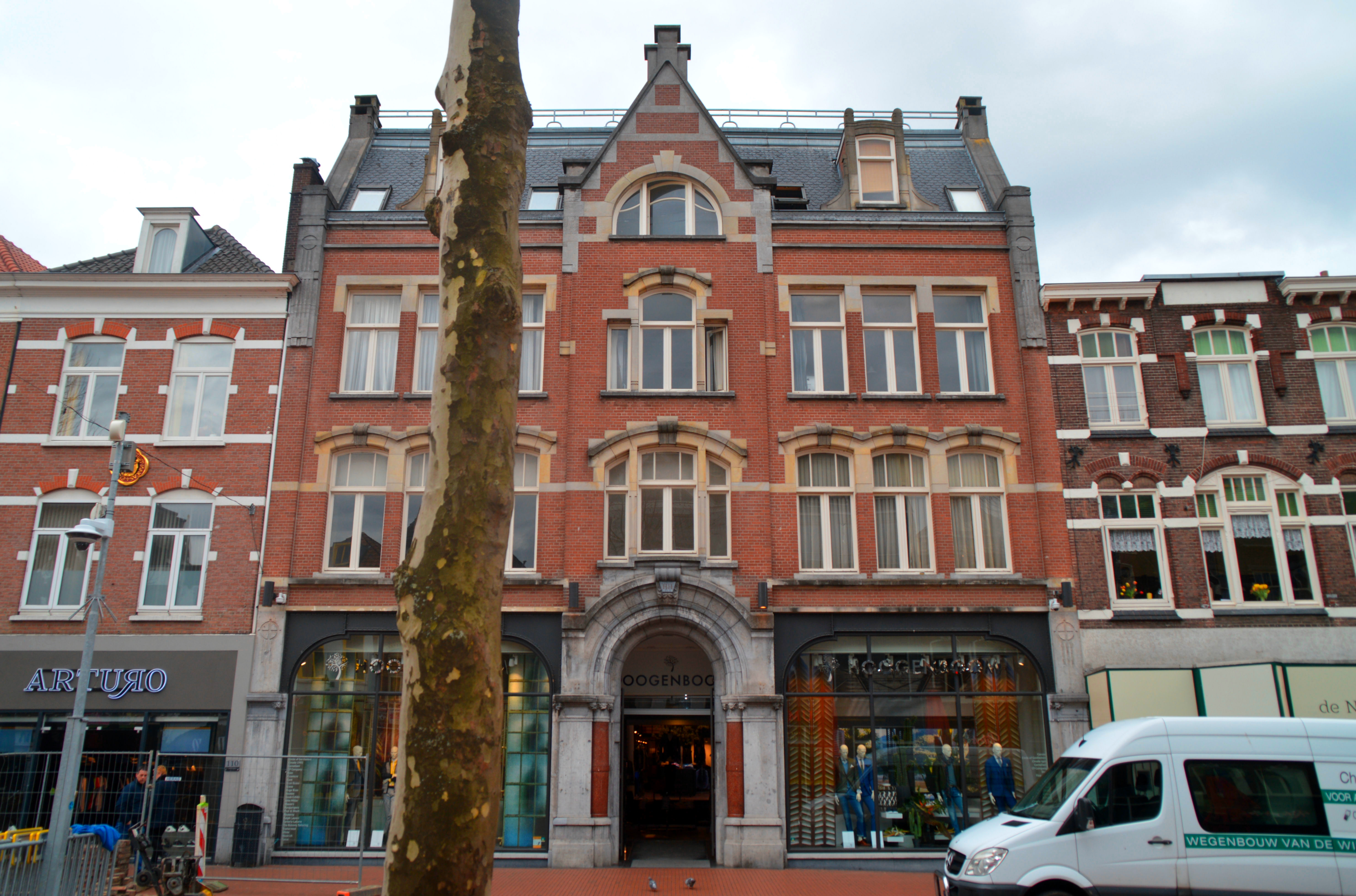
De Maas- en Waalsche Bank Kneppers & Co.